# خورخه ازکویتیا
خورخه ازکویتیا (انگلیسی: Jorge Azkoitia؛ زادهٔ ۲۷ آوریل ۱۹۷۴) بازیکن فوتبال اهل اسپانیا است.
از باشگاه‌هایی که در آن بازی کرده‌است می‌توان به باشگاه فوتبال الچه، باشگاه فوتبال ایبار، باشگاه فوتبال رایو وایکانو، و باشگاه فوتبال دپورتیوو آلاوس اشاره کرد.